# Kari Härkönen
Kari Tapio Härkönen (* 16. Juli 1959 in Ristijärvi) ist ein ehemaliger finnischer Skilangläufer.

## Werdegang
Härkönen belegte bei den Olympischen Winterspielen 1980 in Lake Placid den 19. Platz über 15 km. Sein erstes Weltcuprennen lief er im Januar 1982 in Reit im Winkl und errang dabei den 14. Platz über 15 km. Bei den Nordischen Skiweltmeisterschaften 1982 in Oslo gewann er Bronze mit der Staffel und kam über 30 km auf den 12. Platz. Bei den Olympischen Winterspielen 1984 in Sarajevo kam er auf den 13. Platz über 15 km. Zu Beginn seiner letzten aktiven Saison 1984/85 erreichte er in Cogne mit dem zweiten Platz über 15 km Freistil seine erste Podestplatzierung im Weltcup.
Bei den Wettbewerben der Nordischen Skiweltmeisterschaften 1985 in Seefeld in Tirol, die ebenfalls zum Weltcup gehörten, gewann er die Goldmedaille über 15 km. Zudem wurde er Fünfter über 30 km und jeweils Vierter über 50 km und mit der Staffel. Die Saison beendete er auf den siebten Platz im Gesamtweltcup.

## Teilnahmen an Weltmeisterschaften und Olympischen Winterspielen

### Olympische Spiele
- 1980 Lake Placid: 19. Platz 15 km klassisch
- 1984 Sarajevo: 13. Platz 15 km klassisch

### Nordische Skiweltmeisterschaften
- 1982 Oslo: 3. Platz Staffel, 12. Platz 30 km Freistil
- 1985 Seefeld in Tirol: 1. Platz 15 km, 4. Platz Staffel, 4. Platz 50 km, 5. Platz 30 km

## Weltcupsiege im Einzel
| Nr. | Datum           | Ort              | Disziplin               |
| --- | --------------- | ---------------- | ----------------------- |
| 1.  | 22. Januar 1985 | Seefeld in Tirol | 15 km Individualstart 1 |

## Weltcup-Gesamtplatzierungen
| Saison  | Platz | Punkte |
| ------- | ----- | ------ |
| 1981/82 | 41.   | 16     |
| 1982/83 | 41.   | 17     |
| 1983/84 | 27.   | 30     |
| 1984/85 | 7.    | 73     |